# Jean-Noël Ferrari
Jean-Noël Ferrari (* 7. Juni 1974 in Nizza) ist ein ehemaliger französischer Florettfechter.

## Erfolge
Jean-Noël Ferrari wurde mit der Mannschaft 1999 in Seoul sowie 2001 in Nîmes Weltmeister. Zudem erreichte er mit ihr 2002 in Lissabon den zweiten Rang. Bei Europameisterschaften gewann er 2003 in Bourges Gold im Mannschaftswettbewerb, während er im Einzel 1997 in Danzig und 2003 in Bourges jeweils Bronze gewann. Zweimal nahm Ferrari an Olympischen Spielen teil: bei den Olympischen Spielen 2000 zog er in Sydney mit der Mannschaft nach Siegen gegen Kuba und Polen ins Finale ein. Dort besiegte die französische Equipe China mit 45:44, sodass Ferrari gemeinsam mit Patrice Lhôtellier, Brice Guyart und Lionel Plumenail Olympiasieger wurde. In der Einzelkonkurrenz verpasste er nach Niederlagen gegen Ralf Bißdorf im Halbfinale und Dmitri Schewtschenko im Gefecht um Bronze als Vierter knapp einen weiteren Medaillengewinn. 2004 belegte er in Athen mit der Mannschaft den fünften Rang.